# Schönbronn (Buch am Wald)
Schönbronn ist ein Gemeindeteil der Gemeinde Buch am Wald im Landkreis Ansbach (Mittelfranken, Bayern). Schönbrunn liegt in der Gemarkung Gastenfelden.

## Geografie
Das Dorf liegt am Froschbächlein, der mit dem Traisdorfer Bach zum Hagenbach zusammenfließt. Unmittelbar südlich des Ortes befindet sich der Golfpark Rothenburg-Schönbronn, im Norden grenzt das Roßholz an.
Die Staatsstraße 2249 führt nach Kirnberg (4 km nordwestlich) bzw. nach Hagenau (3,5 km östlich). Die Kreisstraße AN 7 führt am Sengelhof vorbei nach Neuweiler (2,2 km südwestlich). Eine Gemeindeverbindungsstraße führt an der Froschmühle vorbei zu einer Gemeindeverbindungsstraße (1,3 km östlich), die nach Morlitzwinden (0,6 km nördlich) bzw. zur St 2249 verläuft (0,8 km südlich).

## Geschichte
1802 gab es 24 Untertansfamilien, die alle zu dem hohenlohischen Amt Schillingsfürst gehörten.
Im Rahmen des Gemeindeedikts (frühes 19. Jahrhundert) wurde Schönbronn dem Steuerdistrikt und der Ruralgemeinde Gastenfelden zugeordnet. Im Zuge der Gebietsreform in Bayern wurde diese am 1. Januar 1974 nach Buch am Wald eingegliedert.

### Baudenkmäler
- Haus Nr. 1: Hessing’sches Gut, stattliche Dreiflügelanlage, die beiden Hauptflügel mit Schopfwalm und Giebelreiter, gusseiserne Balkone, spätes 19. Jahrhundert[7]
- Haus Nr. 13: Wohnhaus; erdgeschossiger Fachwerkanbau, erste Hälfte 19. Jahrhundert[7]
- Haus Nr. 17: Denkmal für Friedrich von Hessing (1838–1918), Bildnisnische über Wandpfeilervorlage, um 1920; an Geburtshaus Friedrich von Hessing.[7]

### Einwohnerentwicklung
| Jahr      | 001818 | 001840 | 001861 | 001871 | 001885 | 001900 | 001925 | 001950 | 001961 | 001970 | 001987 |
| Einwohner | 118    | 128    | *147   | 143    | 160    | *118   | *145   | *179   | *136   | 108    | 105    |
| Häuser    | 26     | 23     |        |        | 27     | *30    | *27    | *30    | *29    |        | 30     |
| Quelle    | [ 9 ]  | [ 10 ] | [ 11 ] | [ 12 ] | [ 13 ] | [ 14 ] | [ 15 ] | [ 16 ] | [ 17 ] | [ 18 ] | [ 1 ]  |

## Religion
Die Einwohner evangelisch-lutherischer Konfession waren ursprünglich nach St. Bartholomäus (Diebach) gepfarrt, seit 1821 ist die Pfarrei St. Maria Magdalena (Gastenfelden) zuständig. Die Einwohner römisch-katholischer Konfession sind nach Kreuzerhöhung (Schillingsfürst) gepfarrt.